# Batalion km KOP „Osowiec”
Batalion Karabinów Maszynowych KOP „Osowiec” – pododdział piechoty Korpusu Ochrony Pogranicza.

## Historia batalionu
Batalion sformowany został w sierpniu 1939, na terenie Twierdzy Osowiec położonej w miejscowości Osowiec-Twierdza. Na podstawie rozkazu organizacyjnego Departamentu Dowodzenia Ogólnego Ministerstwa Spraw Wojskowych L.9283 z 7 sierpnia. Pododdział zorganizowany został w oparciu o kadrę i żołnierzy batalionu piechoty specjalnej nr XI „Sarny”, przeszkolonych w obronie fortyfikacji stałych oraz żołnierzy 3 Dywizji Piechoty Legionów i specjalistów z Okręgu Korpusu Nr III. Stan ewidencyjny stanowił około 90% stanu etatowego. 26 sierpnia 1939 jednostka osiągnęła gotowość bojową. Batalion wizytował dowódca Samodzielnej Grupy Operacyjnej „Narew”, generał brygady Czesław Młot-Fijałkowski, któremu został on podporządkowany.

## Batalion km „Osowiec” w kampanii wrześniowej
Zadaniem batalionu była obrona fortyfikacji stałych na odcinku Strękowa Góra (włącznie) – Osowiec-Twierdza (włącznie z twierdzą Osowiec) – Goniądz (włącznie). Jednostka składała się trzech kompanii ckm i pododdziałów specjalnych. Dowódcą był mjr Antoni Korpal, dotychczasowy zastępca dowódcy Batalionu specjalnego nr XI fortecznego „Sarny”. 2 kompanie obsadzały fortyfikacje w okolicach Twierdzy Osowiec (Fort I – Centralny, Fort II – Zarzeczny, Fort III – Szwedzki i Fort IV – Nowy), 3 kompania fortyfikacje w rejonie miejscowości Wizna (dowódca kapitan Władysław Raginis), a 4 kompania nie wchodząca w skład batalionu, utworzona przez 33 pułk piechoty jako 4 kompania km 33 pp fortyfikacje Nowogrodu nad Narwią (dowódca kapitan Eugeniusz Kordjaczyński). W toku walk 3 kompania baonu „Osowiec” i 4 kompania km/ 33 pp poniosły bardzo ciężkie straty, a ich dowódcy polegli na polu chwały. Pozostałe 2 kompanie wycofały się z Osowca.
13 września około 20.00 baon przybył na stację kolejową Kamienna Nowa, na której całą noc oczekiwał na załadunek. Do baonu został przydzielony pluton przeciwpancerny z 135 pp. O świcie następnego dnia rozpoczęto załadunek, który trwał około półtorej godziny. 14 września około 9.00 transport bez przeszkód wyjechał z Kamiennej Nowej. Stacją docelową miała być stacja Krasne, na północny wschód na Lwowa. Przez trzy dni transport przemieszczał się liniami kolejowymi: nr 521 (Grodno-Mosty), nr 514 (Mosty-Wołkowysk), nr 501 (Wołkowysk-Baranowicze) i nr 527 (Baranowicze-Zdołbunów przez Łuniniec-Sarny-Równe).
Rano 17 września transport baonu przybył na stację Sarny, a około 16.00 na stację Mokwin. Tu major Korpal dowiedział się, że Kostopol i Równe zostały już zajęte przez sowietów oraz uzyskał telefoniczne połączenie z dowódcą pułku KOP „Sarny”, podpułkownikiem Nikodemem Sulikiem, który podporządkował baon KOP „Osowiec” majorowi Lucjanowi Frakowskiemu, dowódcy pododcinka „Małyńsk”. Transport baonu został zawrócony na stację Małyńsk, gdzie nastąpił wyładunek. Major Korpal w rozmowie telefonicznej z majorem Frakowskim otrzymał rozkaz obsadzenia sektora „Polany” oraz objęcia dowództwa nad batalionem KOP „Bereźne” (jedna kompania na miejscu pozostałe po wycofaniu znad granicy) i szwadronem kawalerii KOP „Bystrzyce”, a także nawiązania łączności z Grupą podpułkownika Edwarda Czernego, która miała dopiero przybyć i zająć pozycje na prawym skrzydle polskiego ugrupowania. O świcie 18 września baon obsadził pozycje w sektorze „Polany”. Szwadron „Bystrzyce” patrolował przedpole. Rozpoznanie stwierdziło, że Sowieci zajęli Bereźne i kierowali się na Kostopol. Od świtu sowieci nacierali w sąsiednim sektorze „Znosicze”. Z przedpola wróciła reszta baonu „Bereźne” bez jednego plutonu. Około 17.00 major Korpal otrzymał od majora Frakowskiego rozkaz opuszczenia sektora i zgrupowania wszystkich sił w Małyńsku. O 20.00 obsada sektora „Polany” przybyła do Małyńska. Do walki z Sowietami w sektorze „Polany” nie doszło.
W Małyńsku uformowano grupę marszową pod dowództwem majora Frakowskiego, w składzie której znalazły się bataliony KOP: „Małyńsk”, „Osowiec” i „Bereźne” oraz szwadron „Bystrzyce”. Grupa pomaszerowała w kierunku północno-zachodnim. Straż tylną stanowił baon „Małyńsk”. Około północy grupa dotarła do miejscowości Kazimirka, gdzie spotkała się z Grupą podpułkownika Czernego. Dowództwo nad obiema grupami objął podpułkownik Czerny.
Z Kazimirki Grupa pomaszerowała do miejscowości Stepań, gdzie po moście przedostała się na zachodni brzeg Horynia. W Stepaniu doszło do walki z „bandą dywersyjną”, w której zginęło 8 żołnierzy. Do grupy dołączyli funkcjonariusze Policji Państwowej, służby leśnej i osadnicy wojskowi. Ze Stepania grupa kontynuowała marsz przez Werbcze Małe i Romeyjki do miejscowości Swarynie, gdzie zatrzymała się na nocleg ubezpieczony. Od świtu 21 września grupa maszerowała przez kolonię Purbejówka i Łużki do Rafałówki. W Rafałówce przeprawą promową grupa dostała się na zachodni brzeg Styru i tam zatrzymała na postój ubezpieczony. W Rafałówce do grupy dołączył batalion nadwyżek 76 pp majora Józefa Balcerzaka i dywizjon artylerii majora Stefana Czernika. Dowództwo dywizjonu i bateria haubic kapitana Tadeusza Wygonowskiego były zaimprowizowane w Ośrodku Zapasowym Artylerii Lekkiej Nr 3 w Wilnie. Drugą baterią tego dywizjonu była bateria artylerii KOP „Kleck”. Bateria kapitana Wygonowskiego posiadała dwie 100 mm haubice, natomiast bateria „Kleck” cztery 75 mm armaty.
Później dzieliły losy jednostek Grupy KOP gen. Orlik-Rückemanna.

## Organizacja i obsada personalna batalionu
- dowódca – mjr art. Antoni Korpal[g]
- oficer artylerii (zastępca dowódcy batalionu) – kpt. art. Tadeusz Jabłoński

Poczet dowódcy
- adiutant batalionu – por. piech. Jerzy Syrokomla-Syrokomski
- oficer łączności – por. łączn. Zygmunt Różyński
- oficer saperów – chor. NN

Kwatermistrzostwo
- kwatermistrz – kpt. piech. Stanisław II Czerwiński[h]
- oficer żywnościowy – chor. NN
- oficer płatnik – chor. NN
- lekarz – pchor. NN

1 kompania „Fort II”
- dowódca kompanii – kpt. piech. Wojciech Rudnik
- dowódca I plutonu – por. Bronisław Brauliński[9]
- dowódca II plutonu – por. Bolesław Szydłowski[9]
- dowódca III plutonu – ppor. rez. NN

2 kompania „Goniądz”
- dowódca kompanii – por. piech. Bronisław Sienkiewicz
- dowódca I plutonu – por. Jan Urban
- dowódca II plutonu – por. Władysław Mostowski[9]

3 kompania „Wizna”
- dowódca kompanii – kpt. piech. Władysław Raginis († 10 IX 1939 – zginął w obronie Wizny)
- dowódca I plutonu – por. Jan Zawadzki[9]
- dowódca II plutonu – por. Witold Kiewlicz [9]
- dowódca III plutonu – vacat[9]

Pododdziały specjalne
- I pluton artylerii tradytorowej – por. Czesław Grombczewski († 13 VII 1944 )
- II pluton artylerii tradytorowej – por. Józef Rzepecki[9]
- pluton łączności
- drużyna pionierów
- drużyna kolarzy („cyklistów”)

Pododdziały wsparcia przydzielone
36 pluton artylerii pozycyjnej – dowódca NN
37 pluton artylerii pozycyjnej – dowódca NN
38 pluton artylerii pozycyjnej – dowódca NN
4 samodzielna kompania km/33 pp 
- dowódca kompanii – kpt. Eugeniusz Kordjaczyński († 9 IX 1939 – zginął w bitwie pod Nowogrodem)
- por. Mieczysław Jarzyna vel Jerzyna

Według relacji majora Korpala, batalion liczył około 22 oficerów i 450 szeregowych, w tym ok. 8 oficerów i 70 szeregowców w dowództwie baonu i pododdziałach specjalnych, około 7 oficerów i 150 szeregowych w 1 kompanii, około 4 oficerów i 120 szeregowych w 2 kompanii oraz 3 oficerów i 130 szeregowych w 3 kompanii. Drużyna pionierów nie posiadała żadnego wyposażenia. W plutonie łączności nie było żadnej radiostacji. Sprzęt patrolu telefonicznego nie był kompletny. Tadeusz Jabłoński w swojej relacji dodał, że jednostka posiadała cztery samochody Fiat 621, trzy „śmieciarki” i jednego „łazika” oraz kuchnie polowe na ogumionych kołach i dziesięć jednostek ognia do wszystkich rodzajów broni.